# A Hot Night in Paris
A Hot Night in Paris – pierwszy i jedyny album zespołu The Phil Collins Big Band - projektu autorskiego Phila Collinsa. Płyta zawiera jazzowe, instrumentalne wersje piosenek Collinsa i Genesis.
W czasopiśmie branżowym Teraz Rock wystawiono płycie ocenę 3,5 na 5.

## Lista utworów
1. "Sussudio"
2. "That's All"
3. "Invisible Touch"
4. "Hold On My Heart"
5. "Chips & Salsa"
6. "I Don't Care Anymore"
7. "Milestones"
8. "Against All Odds"
9. "Pick Up the Pieces"
10. "The Los Endos Suite"